# Ли Дэ Хун
Ли Дэ Хун (кор. 이대훈, 5 февраля 1992, Сеул, Республика Корея) — южнокорейский тхэквондист, двукратный призёр Олимпийских игр (2012 и 2016), трёхкратный чемпион мира, победитель Азиатских игр и чемпионатов Азии.

## Биография
Заниматься тхэквондо Ли начал в 5 лет в академии своего отца. Свою первую значимую медаль южнокорейский тхэквондист завоевал в 2010 году, победив на Азиатских играх в категории до 63 кг. Спустя год Ли стал чемпионом мира, победив в финальной схватке со счётом 5:2 британца Майкла Харви.
Для участия в летних Олимпийских играх 2012 года в Лондоне Ли пришлось перейти в весовую категорию до 58 кг, поскольку в рамках Олимпийских Игр, в отличие от континентальных турниров, существует только 4 весовые категории. Незадолго до лондонских Игр Ли Дэ Хун в новой для себя категории стал чемпионом Азии. В ходе олимпийского турнира Ли Дэ Хун победил тайца Пен-Ек Каракета (7:3), египтянина Тамера Байюми (11:10), россиянина Алексея Денисенко (7:6), но в финальной схватке уступил испанцу Хоэлю Гонсалесу (8:17) и стал серебряным призёром Игр.
В 2013 году Ли Дэ Хун защитил титул чемпиона мира в категории до 63 кг, причём в четвертьфинале соревнований со счётом 21:8 был разгромлен Хоэль Гонсалес. В 2014 году южнокорейский тхэквондист вновь стал первым на Азиатских играх и чемпионате Азии. На чемпионате мира 2015 года Ли Дэ Хун уже на стадии 1/8 финала встретился в Гонсалесом. Поединок прошёл в упорной борьбе и завершился победой испанца 4:3.
Перед летними Олимпийскими играми в Рио-де-Жанейро большинство тхэквондистов, выступавших в Лондоне в категории до 58 кг, перешли в более тяжёлый вес (до 68 кг), в том числе и три призёра 2012 года (за исключением колумбийца Оскара Муньоса). Ли Дэ Хун, занявший в олимпийском квалификационном рейтинге первое место получил именную лицензию на участие в Играх. Первый раунд соревнований кореец пропустил, поскольку его соперник Давид Буи не смог принять участие в поединке. Следующим соперником Ли стал малоизвестный иорданец Ахмад Абугауш. Поединок закончился неожиданной победой Абугауша 11:8. Благодаря тому, что иорданец смог дойти до финала, Ли получил право побороться за третье место. Одержав две уверенные победы Ли Дэ Хун стал бронзовым призёром Игр.